# Cloître de Saint-Flour
Le cloître de Saint-Flour est un ancien cloître situé à Saint-Flour, dans le département du Cantal.

## Histoire
Autrefois adjacent à l'un des côtés du cloître, aujourd'hui disparu, ce bâtiment rue des Jacobins représente le seul vestige subsistant du couvent des Dominicains. Les seuls éléments authentiquement anciens sont les fenêtres à meneaux du XVe siècle, partiellement murées, situées sur la façade ouest. Une tourelle datant également du XVe siècle est présente.

## Protection
La façade est inscrite au titre des monuments historiques par arrêté du 14 octobre 1946.